# Eustachy Knobelsdorf
Eustachy Knobelsdorf, także: Eustachius von Knobelsdorff, Alliopagus (ur. 20 sierpnia 1519 w Lidzbarku Warmińskim, zm. 11 czerwca 1571 we Wrocławiu) – kanonik warmiński i wrocławski, humanistyczny poeta łaciński.

## Życiorys
Eustachy Knobelsdorf urodził się 20 sierpnia 1519 w Lidzbarku Warmińskim. Był synem tamtejszego burmistrza Jerzego i Anny z domu Schonjohann. Rodzina przesiedliła się z Dolnego Śląska do Prus w czasie wojny trzynastoletniej. Najpierw nauki pobierał w gimnazjum w Chełmnie, które ukończył w 1533. W 1536 wyjechał na studia uniwersyteckie do Frankfurtu nad Odrą. Rok 1537 był punktem zwrotnym w jego karierze. Z okazji mianowania Jana Dantyszka na biskupstwo warmińskie napisał panegiryk, w którym gratulował mu nominacji. Utwór spodobał się biskupowi i w podziękowaniu za panegiryk biskup ogłosił w Krakowie obszerny poemat autobiograficzny Carmen paraeneticum ad Constantem Alliopagum, a następnie zaopiekował się karierą młodego i zdolnego Knobelsdorfa. Dzięki wsparciu Dantyszka Eustachy Knobelsdorf zdobył wszechstronne wykształcenie (zwłaszcza w zakresie filozofii, greki i łaciny, teologii i prawa) na uniwersytetach we Frankfurcie nad Odrą, Wittenberdze, Lipsku, Lowanium, Paryżu i Orleanie (1536–1544). Zetknął się tam z wybitnymi ludźmi epoki, jak Marcin Luter, Filip Melanchton, Jerzy Joachim Retyk, Georgius Sabinus, Wilhelm Gnapheus i inni. W czasie pobytu w Lowanium (1541) opiekował się Knobelsdorfem zaprzyjaźniony z Dantyszkiem matematyk i medyk Gemma Frisius. Za pośrednictwem Knobelsdorfa Dantyszek zaznajomił Gemmę i innych uczonych z odkryciami Mikołaja Kopernika.
Do końca 1544 Eustachy Knobelsdorf odwiedził Paryż i Orlean. Gruntownie wykształcony powrócił na Warmię. Prawdopodobnie bezpośrednią przyczyną powrotu do kraju była śmierć jego ojca (29 lipca 1544). Już 5 sierpnia stawił się osobiście w Lidzbarku. Mimo że Knobelsdorf pobierał nauki w czołowych niemieckich ośrodkach reformacyjnych, nie przyjął ewangelicyzmu.
Powróciwszy na Warmię z bardzo dobrymi świadectwami od swoich profesorów (m.in. od Melanchtona) został sekretarzem kapituły i kanonikiem we Fromborku (1546). W 1548, po śmierci Dantyszka, posłował w imieniu kapituły na sejm piotrkowski do króla, w sprawie pozyskania nominacji na bpa warmińskiego dla Tiedemanna Giese, którego oskarżono przed królem o wrogą akcję przeciw Rzeczypospolitej. Po objęciu biskupstwa warmińskiego przez Stanisława Hozjusza Knobelsdorf został – po przyjęciu święceń kapłańskich w 1553 – kustoszem katedralnym warmińskim oraz wikariuszem generalnym, a w latach 1558–1564 zarządzał diecezją, podczas nieobecności Hozjusza uczestniczącego w soborze trydenckim. Od 1546 był również kanonikiem wrocławskim i dzielił swój czas pomiędzy obie kapituły. W 1559 został kanclerzem kapituły włocławskiej, następnie dziekanem kolegiaty w Nysie (1561), dziekanem katedralnym we Wrocławiu (1565) i generalnym oficjałem (1567).
Zmarł we Wrocławiu 11 czerwca 1571. W testamencie przeznaczył 400 talarów na fundację dla dwóch uczniów. Patronat nad stypendium sprawowała kapituła warmińska. Stypendium to funkcjonowało jeszcze w roku 1919.
Jako humanista Knobelsdorf był ściśle związany z polską kulturą dworską. Współczesny historyk i wybitny znawca dziejów Warmii i Prus Książęcych Tadeusz Oracki uważa, że jego literacka spuścizna „była wyrazem przywiązania do Korony i królów polskich”, a „jego poezje łacińskie […] wzorowane m.in. na Owidiuszu, odznaczają się piękną formą, staranną budową metryczną, renesansowym charakterem”.

## Dzieła
- Carmen paraeneticum
- Eligia de bello Turicico, Wittenberga 1539
- Lutetiae Parisiorum descriptio, elegiaco carmine, Paryż 1543 – wierszowany opis Paryża ofiarowany biskupowi Thiedemanowi Giesemu
- Lovanii descriptio, elcgiaco carmine, 1542
- Reverendissimi ... Joannis Dantisci epicedium, Gdańsk 1548
- Divi Poloniae Regis Sigismundi I. epicacdion, Kraków 1548
- Ecclesia catholica afflicta, Nysa 1557 – ofiarowana Zygmuntowi Augustowi